# Provincia de Carelia del Norte
La provincia de Carelia del Norte (en finés: Pohjois-Karjalan lääni, en sueco: Norra Karelens län) fue una provincia de Finlandia desde 1960 hasta 1997.
Se estableció en 1960 cuando se separó de la provincia de Kuopio. En 1997 se reunió con Kuopio y, junto con la provincia de Mikkeli, se fusionó con la nueva provincia de Finlandia Oriental.

## Municipios en 1997
Nota: ciudades en negrita
|  | - Eno - Ilomantsi - Joensuu - Juuka - Kesälahti | - Kiihtelysvaara - Kitee - Kontiolahti - Outokumpu - Lieksa | - Liperi - Nurmes - Polvijärvi - Pyhäselkä - Rääkkylä | - Tohmajärvi - Tuupovaara - Valtimo - Värtsilä |

## Municipios anteriores
Desmantelados antes de 1997
|  | - Nurmeksen mlk - Pielisjärvi |

## Gobernadores
- Lauri Riikonen (1960-1967)
- Esa Timonen (1967-1992)
- Hannu Tenhiälä (1992-1997)

- Datos: Q1321024